# Easton Maudit
Easton Maudit – wieś w Anglii, w hrabstwie Northamptonshire, w dystrykcie (unitary authority) North Northamptonshire. Leży 14 km na wschód od miasta Northampton i 89 km na północny zachód od Londynu. Miejscowość liczy 88 mieszkańców.